# Somalithespis minor
Somalithespis minor är en bönsyrseart som beskrevs av Giglio-tos 1916. Somalithespis minor ingår i släktet Somalithespis och familjen Mantidae. Inga underarter finns listade i Catalogue of Life.